# Inside your heart
Inside your heart — другий сингл японського дуету FictionJunction Yuuka, випущений 2004 року.
Сингл включає закінчення і одну з двох вставних пісень аніме Madlax, обидві створені Каджиура Юкі. Номер в каталозі — VICL-35646.
Сингл посів 22-у сходинку хіт-параді Oricon Weekly Charts і фігурував у чартах протягом 6 тижнів.

## Список композицій
1. Inside your heart
2. I'm here
3. Inside your heart (караоке) (яп. （オリジナル・カラオケ)
4. I'm here (караоке) (I'm here（яп. オリジナル・カラオケ)